# Dexter Lembikisa
Dexter Lembikisa, né le 4 novembre 2003 à Filton, est un footballeur international jamaïcain qui évolue au poste d'arrière droit avec les Wolverhampton Wanderers.

## Biographie

### Carrière en club
Né à Filton en Angleterre, Dexter Lembikisa est formé par les Wolverhampton Wanderers,, où il commence sa carrière professionnelle. 
Il joue son premier match avec l'équipe première du club le 9 novembre 2022, à l'occasion d'une rencontre d'EFL Cup contre Leeds. Il remplace Jonny Otto vers la fin du match et son équipe s'impose 1-0.
Le 27 juillet 2023, il est prêté à Rotherham United.
Le 12 janvier 2024, il est prêté à Hearts.

### Parcours en sélection
En mars 2023, Dexter Lembikisa est convoqué pour la première fois avec l'équipe senior de Jamaïque, avec plusieurs autres jeunes joueurs évoluant en Angleterre, comme Omari Hutchinson, Tyler Roberts, Delano Splatt, Dante Cassanova ou Dujuan Richards,. Il honore sa première sélection le 11 mars 2023, lors d'un match amical contre la Trinité-et-Tobago perdu 1-0,,.